# Jacob Christian Schäffer
Jacob Christian Schäffer (Querfurt, 30 maggio 1718 – Ratisbona, 5 gennaio 1790) è stato un botanico, micologo e zoologo tedesco.

## Biografia
Iniziò i suoi studi al liceo Poeticum, scuola francese di latino, ad Halle e poi studiò teologia all'università della stessa città. Svolse l'attività di insegnante privato a Ratisbona dal 1738 al 1740. Nel 1741 fu nominato predicatore all'Università di Ratisbona, nel 1760 gli fu assegnato il dottorato in filosofia dall'Università di Wittenberg e nel 1762 il dottorato in teologia dall'Università di Tubinga. 
Nel 1767 pubblicò un libro intitolato Die bequem und höchstvortheilhafte Waschmaschine in cui appaiono i disegni di un modello primitivo di lavatrice. Nonostante il fatto che la sua macchina fosse rudimentale è considerato l'inventore della lavatrice. Uomo estremamente creativo, si dedicò anche allo studio della pasta di legno per poter produrre carta anche utilizzando altre piante fra cui il pioppo.
Nel 1779 fu nominato pastore e soprintendente all'Università di Ratisbona dove trascorse il resto della sua vita. Schäffer era un uomo di molteplici interessi, sia nel campo teologico che in quello naturalistico. 
Intrattenne una copiosa corrispondenza con numerosi naturalisti del suo tempo come Carl von Linné e René-Antoine Ferchault de Réaumur.

## Pubblicazioni
- 1762-1774: "Fungorum qui in Bavaria et Palatinatu circa Ratisbonam nascuntur Icones nativis coloribus expressae", 4 volumi con 328 tavole a colori.
- 1759: "Erleichterte Artzney-Kräuterwissenschaft", manuale di botanica e sugli effetti delle piante medicinali
- 1774: "Elementa Ornitologica", in cui propose un sistema di classificazione degli uccelli basato sulla struttura delle loro zampe.
- 1779: "Icones insectorum circa Ratisbonam indigenorum coloribus naturam referentibus expressae", comprendente 280 tavole incise su rame e dipinte a mano, illustranti circa 3.000 insetti.
- 1789, "Elementa entomologica", introduzione all'entomologia.